# 高哨乡
高哨乡是中国陕西省延安市甘泉县下辖的一个乡。

## 行政区划
高哨乡下辖以下行政区：
高哨村、枣林村、和平村、油粉村、汪屯村、新河村、石桥峪村、雷家沟村、南沟门村、雷村、岳屯村、圪崂村、新民村、寺沟村